# أويستر باي (نيويورك)
أويستر باي (بالإنجليزية: Oyster Bay (town), New York)‏ هي بلدة أمريكية تقع في الولايات المتحدة في مقاطعة ناسو، نيويورك. يقدر عدد سكانها بـ 293,214 نسمة ومساحتها 439.0 كم2 وترتفع عن سطح البحر 55 متر.

## أعلام
- ليونارد دبليو. هال
- ثيودور روزفلت
- جون باري
- مارك هينز
- دانيل هاريس
- إليانور باتلر روزفلت
- فيكتور رايس
- تشارلز وانغ
- ماري كولفين
- جيمس ألسويرث دي كاي